# New York Press
Il New York Press era un giornale settimanale gratuito distribuito a New York. Fu il principale concorrente del Village Voice. Fondato nel 1988, in origine era considerato un giornale conservatore in una città tendenzialmente liberale; in seguito perse gran parte della sua connotazione politica. Il New York Press costituì una competizione davvero forte per il Village Voice, che nel 1996 divenne gratuito a sua volta, sebbene la maggior parte dei settimanali avessero abbandonato da tempo questa scelta.
La distribuzione della versione cartacea del periodico è terminata nel settembre 2011.